# Neolophonotus rufus
Neolophonotus rufus är en tvåvingeart som först beskrevs av Macquart 1838.  Neolophonotus rufus ingår i släktet Neolophonotus och familjen rovflugor. Inga underarter finns listade i Catalogue of Life.